# Petru Iuga
Petru Iuga (n. 1974 în Maramures) este un contrabasist român. Din 2004 este profesor la Universitatea de Muzică și Artă din Graz, Austria.

## Biografie
Petru Iuga a început să învețe vioara la vârsta de 10 ani, trecând doi ani mai târziu la contrabas. La Cluj a urmat liceul de muzică, continuând apoi studiul la Liceul de artă „George Enescu” din București. S-a perfecționat mai târziu la Academia internațională de muzică din Gstaad și la Școala superioară de muzică și teatru din Berna, ambele din Elveția. A fost bursier la Conservatoire de Musique et de Danse din Paris, pe care l-a absolvit în 2002 cu distincție. 
Din 2003 a predat la Hochschule der Künste din Berna, iar în anul 2004 Iuga devine profesor de contrabas la  Staatlichen Hochschule für Musik Trossingen.
În perioada 2001 - 2005 Iuga a făcut parte din Ensemble Orchestral de Paris. Din septembrie 2005 este contrabasist solo la Münchener Kammerorchester.

## Premii și dinstincții
Iuga a câștigat premiul I la concursul internațional de contrabas din Markneukirchen în anul 1999 și premiul I la concursul internațional din Capbreton, Franța în anul 2000. 

## Discografie
- Franz Schubert, Cvintetul „Die Forelle”, Robert Schumann, Cvintet pentru pian; Carmina Quartett, Petru Iuga - contrabas, Kyoko Tabe - pian, Solo Muzica